# Lepthyphantes furcillifer
Lepthyphantes furcillifer är en spindelart som beskrevs av Chamberlin och Ivie 1933. Lepthyphantes furcillifer ingår i släktet Lepthyphantes och familjen täckvävarspindlar. Inga underarter finns listade i Catalogue of Life.